# 가시바역
가시바역(일본어: 香芝駅, かしばえき)은 일본 나라현 가시바시에 있는 서일본 여객철도의 철도역이다.
오지 철도부의 관할권에 있으며, JR 서일본 교통 서비스가 업무를 대신 하고 있다. 이코카 및 제휴 교통카드의 사용이 가능하다.

## 역 구조
지상역으로, 승강장은 단식 승강장과 섬식 승강장이 함께 있는 2면 3선의 구조로 되어 있으며, 교행 시설이 갖추어져 있다. 승강장의 높이는 전철용으로 맞추어져 있지 않기 때문에 전철보다 낮다. 역사는 1번 승강장 쪽에 있으며, 2·3번 승강장에 해당하는 섬식 승강장과는 과선교로 연결되어 있다.

### 승강장
| 1 | ■ 와카야마 선 | 오지 · 덴노지 · JR 난바 방면  |
| 2 | ■ 와카야마 선 | (예비용)                      |
| 3 | ■ 와카야마 선 | 다카다 · 사쿠라이 · 고조 방면 |

## 역세권 정보
- 가시바시청
- 긴테쓰 시모다 역 (긴테쓰 오사카 선)

## 역사
- 1891년 3월 1일 - 오사카 철도의 오지 역 ~ 다카다 역 구간 철도 노선이 개업할 당시 시모다역(下田駅、しもだえき)으로 개업하였다.
- 1900년 6월 6일 - 간사이 철도가 오사카 철도의 노선을 인수하여, 간사이 철도의 소속이 되었다.
- 1907년 10월 1일 - 국유화에 따라 일본국유철도의 소속이 되었다.
- 1909년 10월 12일 - 선로 명칭 제정에 따라 와카야마 선의 일부가 되었다.
- 1987년 4월 1일 - 민영화에 따라 서일본 여객철도의 소속이 되었다.
- 2003년 11월 1일 - 이코카의 사용이 개시되었다.
- 2004년 3월 13일 - 역 명칭을 가시바 역으로 고쳤다.

## 인접역
| 서일본 여객철도 와카야마 선 | 서일본 여객철도 와카야마 선 | 서일본 여객철도 와카야마 선 |
| --------------------------- | --------------------------- | --------------------------- |
| 시즈미 오지 방면            | ■ 와카야마 선               | JR 고이도 와카야마 방면     |